# Nati nel 1474
| Questa pagina contiene informazioni ricavate automaticamente dalle voci biografiche con l'ausilio del template Bio e di un bot. L'aggiornamento è periodico e automatico e ricostruisce completamente la pagina. Se manca una persona in questa lista, sei pregato di non aggiungerla, ma accertati piuttosto che la sua voce biografica contenga il template Bio e che i dati anagrafici siano correttamente compilati. Se il template Bio manca, inseriscilo tu stesso o, in alternativa, metti l'avviso {{tmp\|Bio}} che ne segnala la mancanza. Se i dati riportati sono sbagliati, correggi direttamente la voce biografica; le modifiche saranno visibili in questa lista entro pochi giorni. Per chiarimenti vedi il progetto biografie. La lista contiene solo le 27 persone che sono citate nell'enciclopedia e per le quali è stato implementato correttamente il template Bio. Pagina aggiornata al 18 lug 2025. |

- 21 marzo - Angela Merici, mistica italiana († 1540)
- 8 aprile - Elisabetta di Hohenzollern, nobile († 1507)
- 5 maggio - Giovanni Stefano Ferrero, cardinale e vescovo cattolico italiano († 1510)
- 17 maggio - Isabella d'Este, nobile, mecenate e collezionista d'arte italiana († 1539)
- 24 luglio - Angelo Colocci, vescovo cattolico italiano († 1549)
- 6 agosto - Luigi de' Rossi, cardinale italiano († 1519)
- 6 settembre - Artus Gouffier de Boisy, diplomatico francese († 1519)
- 8 settembre - Ludovico Ariosto, poeta, commediografo e funzionario italiano († 1533)
- 6 ottobre - Luigi d'Aragona, cardinale italiano († 1519)
- 7 ottobre - Bernardo III di Baden-Baden, nobile tedesco († 1536)
- 13 ottobre - Mariotto Albertinelli, pittore italiano († 1515)
- 7 novembre - Lorenzo Campeggi, cardinale, vescovo cattolico e diplomatico italiano († 1539)
- 7 novembre - Francesco Vettori, ambasciatore italiano († 1539)
- Alfonso di Zamora, rabbino e ebraista spagnolo († 1531)
- Aruj Barbarossa, corsaro albanese († 1518)
- Benedetto da Rovezzano, scultore e architetto italiano
- Alessandro Bentivoglio, nobile e condottiero italiano († 1532)
- Francesco Bonafede, botanico e medico italiano († 1558)
- Agnolo Doni, mercante e mecenate italiano († 1539)
- Gavin Douglas, vescovo cattolico, traduttore e scrittore scozzese († 1522)
- Giovanni Gonzaga, condottiero italiano († 1525)
- Margherita Maloselli Cantelmo, nobile italiana († 1532)
- Babone Naldi, condottiero italiano († 1544)
- Giacomo Pacchiarotti, pittore italiano
- Pietro Rosselli, architetto italiano († 1521)
- Perkin Warbeck, nobile inglese († 1499)
- Taddeo Della Volpe, condottiero italiano († 1534)